# Clapiers
Clapiers é uma comuna francesa na região administrativa de Occitânia, no departamento de Hérault. Estende-se por uma área de 7,69 km². Em 2010 a comuna tinha 5 532 habitantes (densidade: 719,4 hab./km²).